# Хэстон, Дугал
Дункан Карди Макспоррэн «Дугал» Хэстон (англ. Duncan Curdy MacSporran Haston; 19 апреля 1940, Карри, Шотландия — 17 января 1977, Лезен, Швейцария) — шотландский альпинист, горный гид. Первый британец, поднявшийся на вершину Эвереста (вместе с Дагом Скоттом), при этом совершивший это восхождение по новому экстра-сложному маршруту по юго-западной стене высочайшего пика планеты. Среди его достижений первопрохождение диретиссимы северной стены Эйгера, южной стены Аннапурны, первое восхождение на Чангабанг.
На протяжении десяти лет возглавлял Международную школу альпинизма (англ. International School of Mountaineering - ISM) в швейцарском Лезене.

## Биография
Дугал Хэстон родился в семье пекаря в небольшой провинциальной деревушке Карри — пригороде Эдинбурга, 19 апреля 1940 года. Среднее образование получил в школе West Calder High School, по окончании которой учился в Эдинбургском университете на факультете философии. Во время учёбы он увлёкся учением Фридриха Ницше, «хотя, в глубине души, восхождения были действительно тем единственным, что имело значение для молодого шотландца…». «Учёба и работа всегда были второстепенны, когда дело доходило до гор», писал Хэстон в своих воспоминаниях.
Будучи рождённым вдали от гор, свою «альпинистскую карьеру» Дугал начал с лазания вместе со своими друзьями по подпорным стенам вдоль бывшей железной дороги Эдинбург — Балерно. Как пример детской неиссякаемой фантазии стало их восхождение на купол местной кирки, во время которого они оставили на её макушке элементы нижнего женского белья. В четырнадцать лет вместе с друзьями детства Джеймсом Мориарти (англ. James Moriarty) и Долфином Роудом (англ. Dolphin Road) Хэстон вступил в Currie Youth Club — местную скаутскую организацию, уже в качестве члена которой прошёл свой первый горный маршрут — Curved Ridge на Гленко. В 1956 году, ещё учась в школе, Хэстон вступил в Эдинбургский молодёжный горный клуб, а после — в течение последующих четырёх лет в университете, он «облазил» всю Шотландию и Озёрный край, часто совершая зимние восхождения. В 1963 вместе с Мориарти он даже основал Шотландскую школу альпинизма (Scottish Climbing School), но это коммерческое начинание не имело успеха.

### Восхождения в Альпах

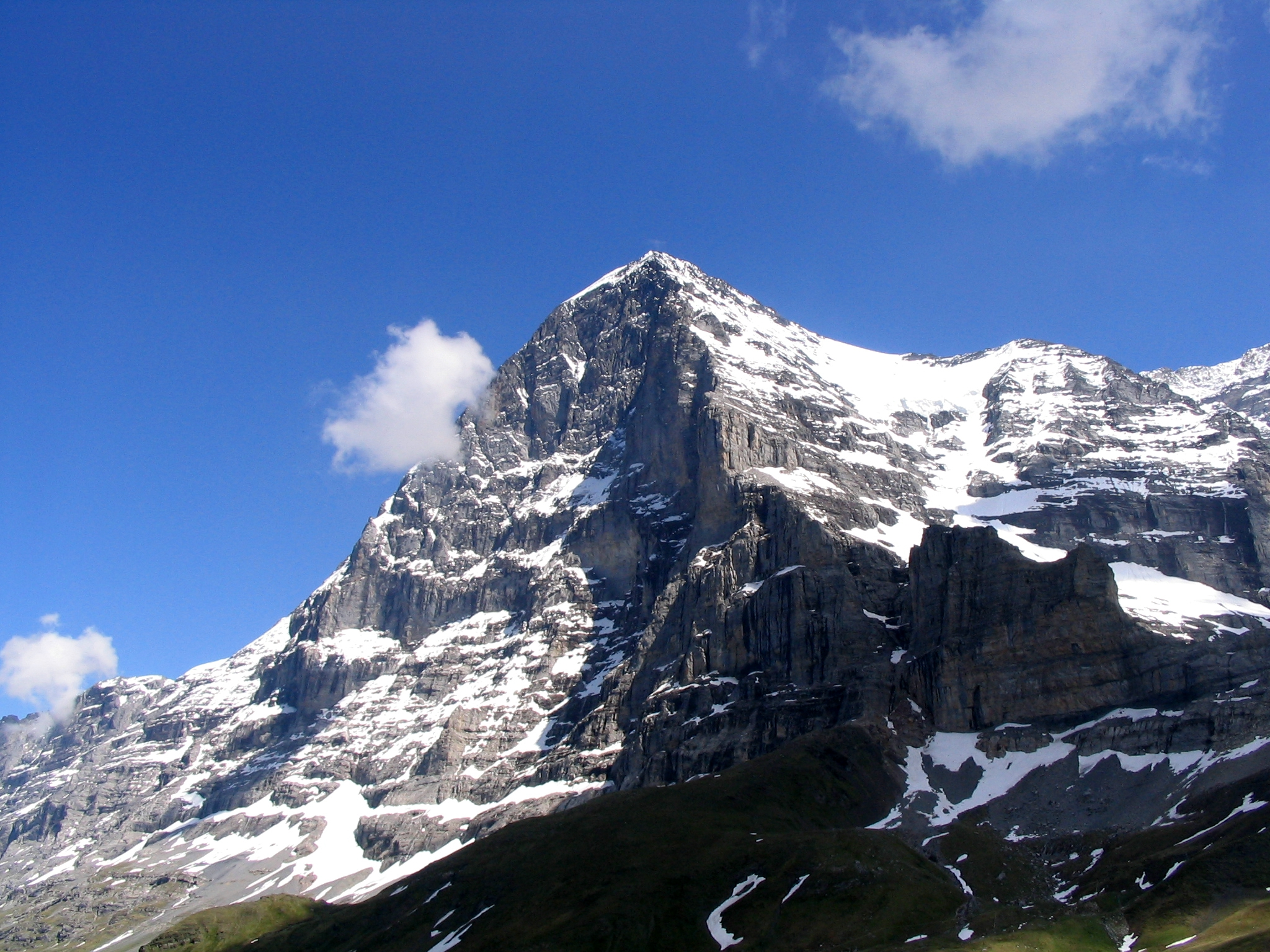
Северная стена Эйгера

В 1959 году Хэстон впервые побывал в Альпах. Два месяца он со своими бесшабашными друзьями провёл в Доломитах, ночуя на местном кладбище и питаясь консервированной говядиной, и прошёл классические маршруты на Мармоладу, Тре-Чиме-ди-Лаваредо и Чиветту. В двадцать лет вместе с Робином Смитом Дугал сделал первое восхождение по 10-питчевому маршруту The Bat («Летучая мышь») на Карн-Дирг, сложность которого оценивается как 5.11 (по шкале YDS).
В течение последующих пяти лет Хэстон неоднократно посещал Альпы, а в 1965 году окончательно перебрался в этот горный край, в швейцарский Лезен, где американец Джон Харлин в этом же году открыл Международную школу альпинизма. Во многом смене места жительства способствовал трагический случай, происшедший с Дугалом в апреле 1965 года. Управляя в нетрезвом виде фургоном, Хестон ночью сбил трёх молодых людей, один из которых после скончался. За это правонарушение Дугал два месяца отсидел в тюрьме Барлинни. «Он редко говорил об этом… Часто казалось, что он рвался в горы, чтобы как-то загладить не проходящее чувство своей вины».
C Джоном Харлином, который вынашивал идею проложить новый маршрут на Эйгер по Северной стене — пройти её диретиссиму, Хэстон познакомился ещё в 1964 году в Альпах. Вместе с ним в феврале 1965 года Дугал сделал трёхдневный рекогносцировочный выход на разведку нижней трети маршрута, в ходе которой был определён наиболее приемлемый путь вверх (по центру стены, но чуть в стороне от маршрута Мерингера и Зедльмайера 1935 года), а в середине февраля 1966 года американо-британская команда в составе Харлина, Хэстона и Лейтона Кора (из Колорадо) решилась на восхождение по новому маршруту. Интригу в восхождение, которое снимал и документировал в качестве фотокорреспондента Daily Telegraph Крис Бонингтон, внесла немецкая команда альпинистов, которая почти одновременно с командой Харлина начала осаду стены по практически параллельному маршруту. Обе команды, неоднократно пересекаясь на стене, штурмовали её в «осадном стиле» — провешивая перильные верёвки по всему маршруту и часто спускаясь вниз на отдых или для пережидания непогоды. 22 марта на стене случилась трагедия — в результате обрыва перильной верёвки сорвался и погиб Джон Харлин. Несмотря на случившееся, обе команды совместным решением, как дань памяти Джону Харлину, решили продолжить восхождение, а новый проложенный маршрут назвать его именем. С 23 марта они объединили усилия в штурме стены и 25-го в условиях штормовой погоды Дугал Хэстон и четыре альпиниста из немецкой сборной достигли вершины Эйгера.
После трагической гибели Джона Харлина Хэстон продолжил его дело и с 1967 года на протяжении последующих десяти лет возглавлял Международную школу альпинизма. В этом качестве он был консультантом Клинта Иствуда во время работы над фильмом «Санкция Эйгер» (помимо Хэстона в работе над фильмом приняли участие ещё несколько альпинистов школы).
В 1967-м вместе с Миком Берком Хэстон сделал зимнее восхождение по Северной стене на Маттерхорн (четвёртое по счёту), а зимой 1967-68-го впервые отправился за океан, где вместе с Берком и Мартином Бойсеном и Питом Крю (англ. Pete Crew) попытался подняться на Серро-Торре по юго-восточному гребню. Зимой 1968 года вместе с Бонингтоном Дугал попробовал пройти Северную стену Друат, а также прошёл вместе с ним Северную стену Аржентьера. Годом позже он побывал в Йосемити, где поднялся по южной стене на Маунт-Уоткинс (англ. Mount Watkins).

### Восхождения в Гималаях

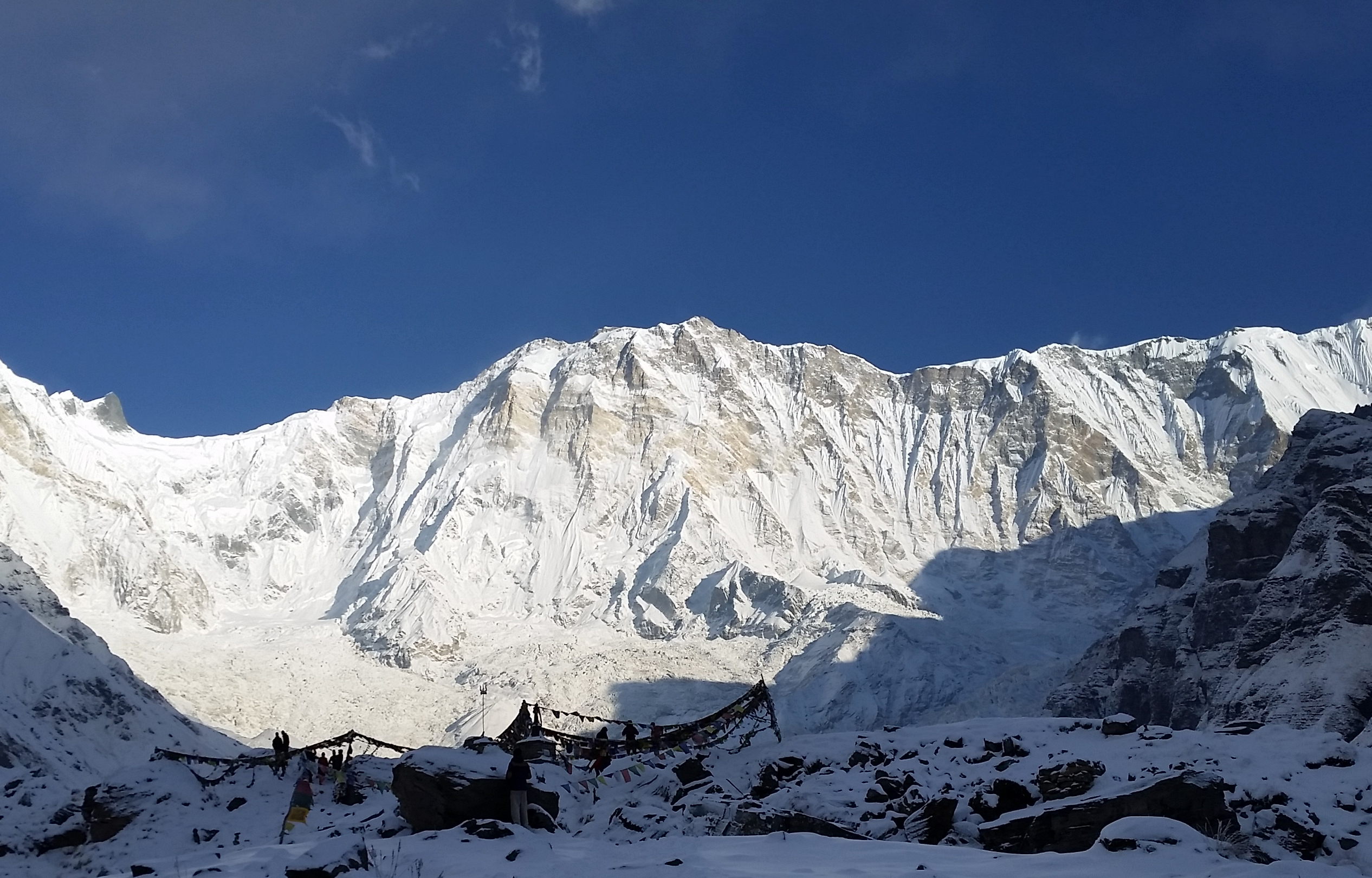
Южная стена Аннапурны

В 1970 году Дугал был приглашён Крисом Бонингтоном для участия в экспедиции на Аннапурну по Южной стене. 27 мая, после почти двухмесячной обработки маршрута, Хэстон вместе с Доном Уиллансом ступил на вершину своего первого гималайского восьмитысячника, а сам новый пройденный маршрут стал началом эры экстремально сложных гималайских восхождений. «Их последний рывок к вершине был великолепен, на абсолютном пределе сил они буквально вырвали вершину из зубов надвигающегося муссона».

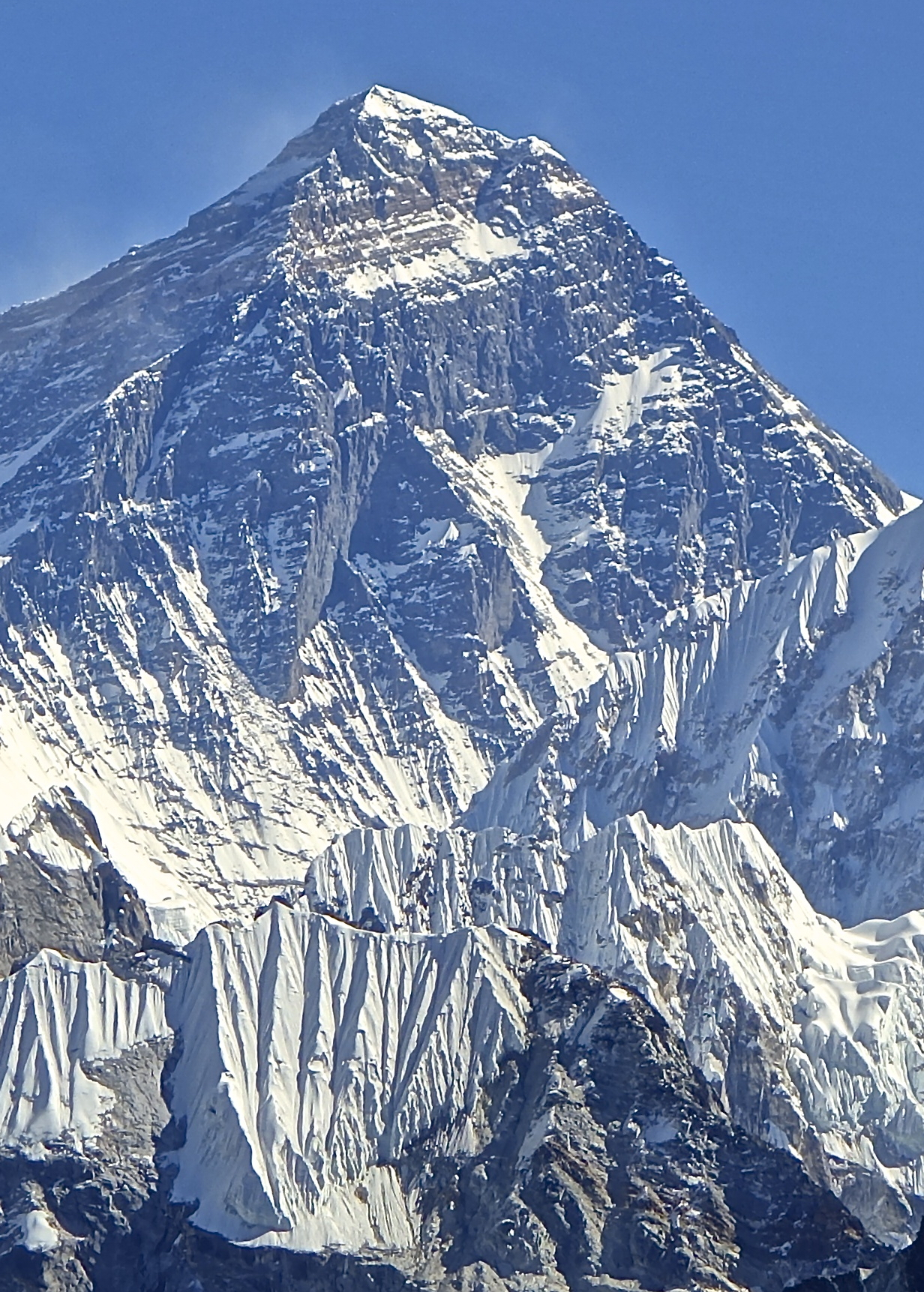
Юго-западная стена Эвереста

В 1971-м вместе с Уиллансом Хэстон принял участие в первой международной экспедиции (Cordée internationale) на Эверест под руководством Нормана Диренфурта (в её состав входили альпинисты из десяти стран, в том числе Вольфганг Акст (англ. Wolfgang Axt) из Австрии, Карло Маури из Италии, Пьер Мазо из Франции и др.). Экспедиция двумя группами альпинистов штурмовала третий полюс по ранее не пройденным Юго-западной стене и Западному гребню. На долю Хэстона и Уилланса, как самой схоженной связки, выпал маршрут по стене, однако на высоте около 8000 метров они «упёрлись» в крайне сложный для прохождения скальный пояс и даже нашли вероятный путь вверх, но из-за погоды и проблем со снабжением высотных лагерей отказались от дальнейшего восхождения.
Годом позже Хэстон принял участие в ещё одной попытке штурма Юго-западной стены Эвереста, на этот раз в экспедиции Криса Бонингтона в постмуссоный период, однако и эта экспедиция закончилась безрезультатно — всё тот же скальный пояс преграждал путь вверх, а «нащупанный» Уиллансом и Хэстоном в 1971-м путь по камину в ноябре месяце был непроходим на такой высоте.
В 1974 году в составе англо-индийской экспедиции Бонингтона, в которую, помимо руководителя и самого Дугала, входили Даг Скотт и Мартин Бойсен, 5 июня Хэстон совершил первовосхождение на Чангабанг. Но настоящим триумфом английского альпинизма стала экспедиция 1975 года (руководитель Крис Бонингтон). После четырёх предыдущих неудачных попыток взойти на Эверест по Юго-западной стене это удалось сделать 24 сентября — Дугал Хэстон и Даг Скотт стали первыми британцами, ступившими на вершину Джомолунгмы по новому, невероятно сложному маршруту. Они же установили новый «рекорд» — впервые за всю историю альпинизма на высоте почти 8800 метров альпинисты провели «холодную ночёвку» и смогли самостоятельно спуститься вниз. По воспоминаниям Скотта: «Я не думаю, что мы сильно переживали на счёт того, чтобы выжить, мы читали отчёты тех, кто ночевал на Эвересте без снаряжения, правда ниже, однако все они лишились пальцев на руках и ногах…».

### Гибель
Восхождение на Эверест стало последней гималайской экспедицией Дугала. Годом позже он ещё один раз побывал за рубежом и в период с 29 апреля по 12 мая 1976 года вместе c Дагом Скоттом совершил первое восхождение по новому маршруту (по Южной стене) на Мак-Кинли (Аляска, в альпийском стиле).
Дугал Хэстон погиб в лавине во время катания на горных лыжах вблизи Лезена 17 января 1977 года. Причиной смерти, как выяснилось позже, стало удушение собственным шарфом.

## Личная жизнь и память
Дугал Хэстон был женат на Энни Феррис (англ. Annie Ferris) — медсестре из Guy's Hospital, которая в середине 1960-х годов приехала на работу в Швейцарию.
Имя альпиниста увековечено в Шотландском зале спортивной славы. Его памяти в 2003 году была издана биографическая книга Джеффа Коннора «Дугал Хэстон — Философия риска», а в 2005 году выпущен документальный фильм «Хэстон — жизнь среди гор» (англ. Haston - A life in the mountains).

## Комментарии
1. ↑  Кратчайший путь от подножия вершины до верха
2. ↑  Данные о точном времени переезда в Лезен разнятся
3. ↑  Без даже минимального бивачного снаряжения